# 海会寺 (湘潭市)
海会寺坐落在中国湖南省湘潭市雨湖区大湖街上，是一座汉传佛教禅宗寺院，同时是一座比丘尼寺院。现在是湘潭市佛教协会的驻地。

## 沿革
根据清朝嘉庆年间《湘潭县志》记载，海会寺是在元朝建立，开山祖师是释璞忠。明朝末年僧人释宗源重建。海会寺以前还有下寺：道凤庵、觉林寺。
1912年（民国元年），寺院举办僧学堂。1917年（民国五年）改为海会小学。1930年代，释灵悟主持修缮寺院，释敬安曾在寺院居住。
1952年，比丘尼释莲藏、释绍宗建立“僧尼生产自救工厂”，之后改名“红旗棉织厂”。1956年，全寺比丘尼加入湘潭市织布供销生产合作社，红旗棉织厂改名“海会织布生产合作社”。1959年，又改名“大信线带厂”。1962年，湖南省人民政府将其列入省级文物保护单位。1964年再次改名“湘潭市线带厂”。文化大革命爆发后，湘潭市线带厂改名“湘潭市丝绸厂”，寺院遭到红卫兵捣毁。中国共产党第十一届中央委员会第三次全体会议之后，宗教信仰自由政策得到落实，比丘尼释绍宗带领弟子重建寺院。1995年，湖南省人民政府将其列入湖南省重点寺院。

## 伽蓝
海会寺现存主要建筑包括山门（2008年建）、天王殿（1991年）、大雄宝殿（1995年）、藏经楼（2007年）、观音殿（1999年）、客堂（1998年）、斋堂（1998年）。
- 大雄宝殿主要供奉释迦摩尼。门联是“鹿苑早传灯，信般若真如，涅盘妙谛，大千界恒沙浊世，相期普渡菩提，村化七家馀，数桐叶为秋，几历罡风销浩劫；龙华今与会，溯南湘佛地，元朝禅宗，五百年沧海桑田，何幸重新莲社，堂开三个后，看绿荫无恙，好凭香火结良缘。”[2]